# Спалах хвороби в провінції Кванго (2024)
У жовтні 2024 року в південно-західному регіоні провінції Кванго, Демократична Республіка Конго, розпочався спалах важкого типу малярії. Причина спалаху спочатку не була встановлена, що викликало занепокоєння, що це може бути новий патоген, і змусило декого назвати його «Хворобою Ікс». Спалах стався в основному в сільській медичній зоні Панзі і став приводом для розслідування місцевими та міжнародними організаціями охорони здоров'я. Станом на 5 грудня, за різними оцінками, загинуло від 31 до 143 осіб. 5 грудня стало відомо, що хвороба поширилася на Катенду, також у провінції Кванго. 10 грудня стало відомо, що хвороба поширилася на провінцію Маї-Ндомбе. З 5 по 12 грудня було зареєстровано 147 нових випадків захворювання, що на 30 випадків більше, ніж тижнем раніше.
17 грудня Міністерство охорони здоров'я Конго підтвердило, що спалах був спричинений важкою формою малярії, погіршеною недоїданням. Пізніше з'явилися повідомлення про те, що причиною спалаху може бути також грип.

## Симптоми
Хворі на важкий тип малярії страждали від декількох грипоподібних симптомів, включаючи:
- Головний біль
- Кашель
- Гарячку
- Нудоту
- Анемію

## Причини
У звіті ВООЗ від 8 грудня 2024 року повідомлялося, що тривають лабораторні дослідження для визначення причини захворювання, але зазначалося, що, можливо, йдеться про кілька захворювань. Гостра пневмонія, грип, COVID-19, кір, гемолітико-уремічний синдром, спричинений кишковою паличкою, та малярія розглядалися як потенційні причини, а недоїдання - як фактор, що сприяє цьому. У звіті ВООЗ також зазначається, що малярія є поширеним захворюванням у цьому регіоні і може мати інші причини.